# Éric Breton
Pour les articles homonymes, voir Breton (homonymie).
 (juillet 2024).
La mise en forme du texte ne suit pas les recommandations de Wikipédia : il faut le « wikifier ».
Les points d'amélioration suivants sont les cas les plus fréquents. Le détail des points à revoir est peut-être précisé sur la page de discussion.
- Les titres sont pré-formatés par le logiciel. Ils ne sont ni en capitales, ni en gras.
- Le texte ne doit pas être écrit en capitales (les noms de famille non plus), ni en gras, ni en italique, ni en « petit »…
- Le gras n'est utilisé que pour surligner le titre de l'article dans l'introduction, une seule fois.
- L'italique est rarement utilisé : mots en langue étrangère, titres d'œuvres, noms de bateaux, etc.
- Les citations ne sont pas en italique mais en corps de texte normal. Elles sont entourées par des guillemets français : « et ».
- Les listes à puces sont à éviter, des paragraphes rédigés étant largement préférés. Les tableaux sont à réserver à la présentation de données structurées (résultats, etc.).
- Les appels de note de bas de page (petits chiffres en exposant, introduits par l'outil «  Source ») sont à placer entre la fin de phrase et le point final[comme ça].
- Les liens internes (vers d'autres articles de Wikipédia) sont à choisir avec parcimonie. Créez des liens vers des articles approfondissant le sujet. Les termes génériques sans rapport avec le sujet sont à éviter, ainsi que les répétitions de liens vers un même terme.
- Les liens externes sont à placer uniquement dans une section « Liens externes », à la fin de l'article. Ces liens sont à choisir avec parcimonie suivant les règles définies. Si un lien sert de source à l'article, son insertion dans le texte est à faire par les notes de bas de page.
- La présentation des références doit suivre les conventions bibliographiques. Il est recommandé d'utiliser les modèles {{Ouvrage}}, {{Chapitre}}, {{Article}}, {{Lien web}} et/ou {{Bibliographie}}. Le mode d'édition visuel peut mettre en forme automatiquement les références.
- Insérer une infobox (cadre d'informations à droite) n'est pas obligatoire pour parachever la mise en page.

Pour une aide détaillée, merci de consulter Aide:Wikification.
Si vous pensez que ces points ont été résolus, vous pouvez retirer ce bandeau et améliorer la mise en forme d'un autre article.
 (janvier 2014).
Si vous disposez d'ouvrages ou d'articles de référence ou si vous connaissez des sites web de qualité traitant du thème abordé ici, merci de compléter l'article en donnant les références utiles à sa vérifiabilité et en les liant à la section « Notes et références ».
Eric Breton, né  le 25 décembre 1954 à Avignon, est un compositeur français.

## Biographie
Il est l'élève au piano d'Hélène Varszegi, il étudie l'orchestration avec Ivan Jullien, et la direction d'orchestre avec Ernst Schelle. Il reçoit le prix Sloboda, pour la défense de l'humanisme et des droits de l'homme en Bosnie-Herzégovine.
En 1996, Yehudi Menuhin lui commande une Ouverture sur des thèmes bosniaques ; elle sera créée le 10 octobre 1996, au théâtre national de Sarajevo.
Membre honoraire de la Philharmonie de Sarajevo, il voit ses œuvres jouées en présence du Président Bill Clinton, en 1997, et du Pape Jean-Paul II, en 1998.
En 2002, il participe au recueil « Vocales 2000 », sous l'égide du CNSM de Paris.
Compositeur de plusieurs musiques de ballet, entre autres pour Ramon Reis, il est l'auteur de nombreuses musiques de scène, de trois comédies musicales, deux messes en latin, de mélodies.
En 2010, il compose la cantate Nathan le Sage, d'après la pièce de théâtre de G. E. Lessing. Cette œuvre, pour chœur, solistes, récitant, cordes et piano, sera donnée par le Chœur de chambre de l'Opéra de Monte-Carlo, dirigé par Stefano Visconti.
En 2017, il participe au projet AIVA-NVIDIA relatif à l'intelligence artificielle appliquée à la composition musicale, et enregistre plus d'une vingtaine d'oeuvres au piano, ainsi que plusieurs œuvres symphoniques à la tête de l'ONAP (Orchestre National Avignon Provence)(1)
Outre son activité de pianiste, Eric Breton se consacre à partir de 2017 à l'écriture d'opéras : Le Messie du Peuple Chauve, Irina et Le soleil et les autres étoiles.

## Œuvres
- Le soleil et les autres étoiles, opéra, d'après l'histoire des moines de Tibhirine. Création sous forme de concert le 25 octobre 2025 en Avignon
- Irina, opéra de poche sur un livret d'Antoine Selva, créé le 26 novembre 2022 au Théâtre du Chien qui Fume à Avignon
- L'Incantatore, poème en italien de Natalia di Bartolo, créé en juillet 2024, au Festival de Volterra (Toscane)
- Le Messie du Peuple Chauve, Opéra, d'après le roman et la pièce de théâtre d'Augustin Guilbert-Billetboux, créé le 20 novembre 2020, à l'Opéra du Grand Avignon
- Un souffle dans Ton éternité, cantate pour Choeur, solistes et orchestre, sur un texte de Jean-François Cesarini, créée à Nimes le 15 octobre 2022
- Le Jacob de l'Ange, pour soprano, baryton et ensemble orchestral,sur un texte de Jean-François Cesarini. Création à Nimes le 15 octobre 2022
- A riveder le stelle, pour quintette à cordes. Création à Nimes le 15 octobre 2022
- Mes années de pèlerinage (cycle pour piano solo). Enregistrement (BWMUSIC 20210401)
- Ouverture sur des thèmes bosniaques (1996)
- Concerto pour piano, vents et percussions (Suisse 1998)
- Ivresses de Dionysos, ballet lyrique, pour Avignon Capitale Européenne de la culture (2000)
- La présence pure, d'après Christian Bobin (2003)
- Lyssi, comédie musicale d'après Aristophane (2007)
- Nathan le Sage, cantate (2010)
- Divertimento pour violon baryton et piano (2014). CD avec Jean-Baptiste Brunier
- Concerto pour piano et ensemble de trompes de chasse (2014)
- Trio pour Basson, Clarinette et Piano (2016)
- Joie de notre cœur, Cantate (Avignon, décembre 2016)
- Koweit Concerto, concerto pour piano et orchestre (Koweit-City Opera, février 2017)
- Le baryton volage, pour violon, baryton (Cathédrale Ste-Sophie, Kiev-Ukraine, juin 2017)
- Jungfraü Serenade, pour orchestre (Yehudi Menuhin Forum-Berne, août 2017)
- Lejla, pour soprano et orchestre (Palais présidentiel-Ankara-Turquie, octobre 2017)